# Вірус простого герпесу
Вірус простого герпесу (англ. Herpes simplex virus, також Герпесвірус людини 1-го і 2-го типів) — вид вірусів з родини Herpesviridae. Є збудниками простого герпесу у людей, що має різні клінічні форми перебігу. Є надзвичайно поширеними патогенами людини, що спричинюють довічні інфекції. Вірус простого герпесу 1-го типу (ВПГ-1) спричинює переважно ураження шкіри, слизових ротоглотки, тоді як вірус простого герпесу 2-го типу (ВПГ-2) переважно сечостатевих органів. Заразливість обох типів є надвисокою.
Близько 67 % населення світу у віці до 50 років має зараження ВПГ-1.

## Загальна характеристика
Вважається, що родина герпесвірусів, до якої належать віруси простого герпесу, має загального предка з хвостатими фагами Caudovirales незважаючи на серйозні відмінності в їхній морфології, організмах-носіях та інших властивостях. За морфологічними ознаками до родини герпесвірусів відносяться різноманітні віруси, що паразитують у різних організмах-хазяях, від двостулкових молюсків до людини. Наприкінці 1970-х років XX століття, ґрунтуючись на відмінностях у біологічних властивостях, родину герпесвірусів розділили на три підродини, одну з яких назвали Альфагерпесвіруси. Ця підродина включає віруси, які інфікують різні типи клітин, мають відносно короткий життєвий цикл, швидко реплікуються в клітинній культурі, ефективно руйнують інфіковані клітини і виявляють латентну форму інфекції переважно в чутливих гангліях. До цієї підродини відносять і рід Simplexvirus, який включає вірус простого герпесу 1 типу (ВПГ-1) і 2-го типу (ВПГ-2).

## Структура вірусу
Структура вірусів простого герпесу складається з відносно великого дволанцюгового лінійного генома ДНК, укладеного в ікосаедричну білкову структуру, звану капсидом, що загорнута в ліпідний бішар, який називається оболонкою. Вона приєднується до капсида за допомогою тегумента. Ця повна частинка відома як віріон. Він є сферою діаметром 186 нм, а з урахуванням глікопротеїнових виступів — 225 нм. Нуклеокапсид розташований не в центрі віріона, а в безпосередній близькості від зовнішньої оболонки c одного боку (проксимальний полюс) і на відстані 30-35 нм від неї з іншого боку (дистальний полюс). У тегументі були виявлені структуровані частини з філаментами у 7 нм, пов'язаними з мембраною.

### Гени
Вірус має 84 унікальні гени, що кодують білки, за 94 відкритими рамками зчитування. Ці гени кодують різноманітні білки, що контролюють реплікацію та інфекційність вірусу. Геноми ВПГ-1 і ВПГ-2 є складними і містять дві унікальні області, які називаються довгою і короткою унікальними областями. Довга унікальна область містить 56 вірусних генів, тоді як коротка — лише 12. До складу віріона входять 40 білків як вірусного, так і клітинного походження, десять з яких глікозильовані. Одинадцять білків знаходяться на поверхні віріона.

### Поліаміни
Серцевина містить дволанцюговий геном у формі тороїда. Невелика кількість вірусної ДНК може перебувати в кільцевій формі. Поліаміни спермін і спермідин клітини-хазаїна входять до складу серцевини і виконують функцію нейтралізації негативного заряду ДНК і забезпечення її правильного фолдинга. Поліаміни міцно пов'язані з вірусною ДНК і не обмінюються при додаванні ззовні радіоактивномічених поліамінів. Руйнуванням зовнішньої оболонки детергентами і сечовиною можна видалити з віріона спермідин, проте не спермін. Останнім часом поліаміни, зокрема й модифіковані поліаміни, розглядаються як потенційні регулятори та інгібітори деяких вірусних інфекцій. Показано, що кон'юговані з декстраном поліаміни, зокрема, декстран-пропан-1,3-діамін, здатні пригнічувати розвиток вірусу простого герпесу 1 типу в клітинній лінії BS-C-1.

### Негайні ранні гени
Транскрипція генів ВПГ каталізується РНК-полімеразою II зараженого хазяїна. Негайні ранні гени, які кодують білки, що регулюють експресію ранніх і пізніх вірусних генів, першими експресуються після зараження. Далі відбувається рання експресія генів, що дозволяє синтезувати ферменти, що беруть участь у реплікації вірусної ДНК, і виробляти певні глікопротеїни оболонки. Дуже ранні гени α локалізовані на краях L і S компонент геному. Гени α0 і α4 розташовані в інвертованих повторах L і S компонент, відповідно.

### Капсид
П'ять білків утворюють вірусний капсид — UL6, UL18, UL35, UL38 та основний капсидний білок UL19. Деякі з білків вірусу беруть участь у транспорті капсида до ядра клітини і іншим органел (UL36, UL37, ICP0), проникненні вірусної ДНК в ядро (VP1-2, UL36), активації транскрипції ранніх вірусних генів (VP16, який кодується геном UL48), придушенні клітинного білкового синтезу і деградації мРНК (VHS, UL41). Очищені віріони містять клітинні та вірусні транскрипти, що ймовірно знаходяться в тегументі, оскільки саме там є три РНК-зв'язуючих білка — US11, UL47 і UL49.

### Оболонка
Зовнішня оболонка віріона складається з ліпідного двійного шару і приблизно 11 експонованих глікопротеїнів (gB, gC, gD, gE, gG, gH, gI, gJ, gK), і двох занурених глікопротеїнів gL та gM. Зовнішня оболонка містить також як мінімум два неглікозильовані мембранних білка (UL20, US9). Оболонка формується з плазматичної клітинної мембрани при виході віріона за допомогою екзоцитозу. Активно досліджується роль глікопротеїнів вірусної оболонки в проникненні вірусу в клітину.

### Ферменти метаболізму нуклеїнових кислот
Віруси простого герпесу, як й інші представники родини Herpesviridae відносяться до числа складно організованих і їх геноми кодують велику кількість ферментів метаболізму нуклеїнових кислот: тимідинкіназу, тіміділатсінтазу, дезоксіурідінтріфосфатазу, рибонуклеотидредуктазу; біосинтезу ДНК: ДНК-полімеразу, гелікази, праймазу; а також білки репарації ДНК: урацил-N-глікозілазу, UL2 і посттрансляційні модифікації протеїнкінази.
ДНК-полімераза — центральний фермент вірусного реплікаційного комплексу, належить до B-сімейства полимераз, в яке входять також ДНК-полімерази людини α, δ і ε. Молекулярна маса ДНК-полімерази вірусу простого герпесу становить 136 кДа, що як мінімум на 300 амінокислотних залишків більше, ніж у інших полімераз цього сімейства. ДНК-полімераза утворює комплекс з допоміжним ДНК-зв'язуючим білком UL42, який взаємодіє з С-кінцевою ділянкою ферменту і виконує функцію фактора процесивності. Полімераза складається з 6 доменів. Крім типових для полімераз доменів «долоні», «пальців» і «великого пальця» в її склад входять додаткові перед-NH2, NH2- і 3'-5'-екзонуклеазний
домени.

## Структура генома
Велика частина генома ВПГ-1 (номер в базі GeneBank X14112) являє собою лінійну двухланцюгову GC-багату ДНК завдовжки 152 261 п. о. (G + C — 68 %). Кінці генома, ймовірно, з'єднані або розташовані близько один від одного, оскільки невелика фракція упакованої ДНК або набуває кільцеву форму за відсутності білкового синтезу після проникнення в ядро інфікованої клітини.
Геном складається з двох великих унікальних послідовностей, довгої (long, UL) і короткої (short, US), розділених інвертованими повторами. Повтори, які оточують довгу частину генома, називають ab і a'b', а ті, які оточують коротку, — ac і a'c'.
Завдяки наявності інвертованих повторів L і S елементи генома можуть бути по різному орієнтовані один відносно іншого. Відповідно геном складається з 4-х лінійних ізомерів. Однак показано, що ні наявність, ні відсутність інвертованих повторів, ні орієнтація UL і US елементів геному не впливають на життєздатність вірусу в культурі клітин Vero.
Геном кодує близько 90 транскрипційних одиниць і, щонайменше, 84 з цих одиниць кодують білки. За рідкісним виключенням один транскрипт кодує один білок і не містить інтронів. Деякі транскрипти не кодують білки, з них найбільш вивчені ті транскрипти, що пов'язані з латентністю вірусу, регуляторні мікроРНК, що закодовані в ділянці oriS.

## Механізм інфекційного процесу
Наразі запропоновано два механізми проникнення цього вірусу в клітину-рецептор. Основний механізм передбачає злиття вірусної оболочки з плазматичною мембраною і подальший транспорт вірусного капсиду в ядро. Ключовою стадією цього процесу є взаємодія гликопротеїнів поверхні вірусної частинки із специфічними рецепторами на поверхні клітин. Додатковий шлях проникнення вірусу в клітину ґрунтується на ендоцитозі покритого оболонкою віріона і наступним зв'язуванням оболочок з внутрішньоклітинними пузирками.
Попадання вірусу простого герпесу в клітину-хазяїна відбувається за допомогою кількох глікопротеїнів на поверхні оболонки вірусу, що зв'язуються з трансмембранними рецепторами на поверхні клітини. Синтез ДНК і складання вірусного капсида відбуваються в ядрі, а дозрівання віріона в цитоплазмі. Створення нового інфекційного покоління вірусів завжди призводить до руйнування клітини-хазяїна. В ядрі відбуваються транскрипція і реплікація вірусного генома, а також збірка вірусних капсидів наступного покоління.
Інфекційний процес супроводжується реорганізацією ядра, яке виражається в його збільшенні, руйнуванні ядерця і ядерного домену-10 (ND-10), конденсації хроматину і подальшої деструкції його та ядерної ламіни на пізніх стадіях інфекційного процесу.
В інфікованій клітині можуть бути присутні три форми капсида: A, B і C. У A-капсиді, що також називається прокапсидом, відсутня ДНК; B-капсид містить білковий каркас для ДНК, але не містить самого генома; C-капсид містить вірусну ДНК. У складі будь-якого капсиду ВПГ входять чотири білки: основний білок капсида UL19 (VP5), капсомер-зв'язуючий білок UL35 (VP26), а також білки UL18 (VP23) та UL38 (VP19C), функції яких до кінця не зрозумілі. Кожен шестигранний капсомер містить по шість копій білка VP5, п'ятигранний — п'ять. Капсид має форму ікосаедра і складається з 162 елементів — капсомерів, 150 із яких мають форми шестикутника — гексамери, і 12 — п'ятикутника, пентамери. По шість копій білка VP26 знаходяться на кожному шестигранному капсомері, утвореному копіями білка VP5. Дві копії білка VP23 і одна копія VP19C утворюють псевдотрімер, кожна субодиниця якого взаємодіє з двома капсомерами, таким чином, пов'язуючи їх. У центрі кожного капсомеров розташовується канал, що з'єднує зовнішню поверхню віріона з ДНК. Діаметр каналу в гексамерів становить чотири нанометри, в пентамері він дещо вужчий, а в разі B-капсида пентамерний канал повністю закритий. Капсид також містить білок UL6, що утворює навколо однієї з 12 осей капсида «портал», через який імовірно упаковується вірусний геном, і протеазу VP24 (UL26), що руйнує каркас у процесі упаковки.
Неприємною рисою вірусу простого герпесу є його здатність до латенції. Після первинного зараження вірусом або реалізується літична інфекція в епітеліальних клітинах, або він проникає в аксон нейрона і за допомогою ретроградного транспорту потрапляє в його ядро. При латентній інфекції клітини хазяїна містять кільцеву формулу вірусного генома і лише невелику кількість експресованих вірусом РНК. Латентний геном зберігає здатність реплікації та спричинення хвороби при рецидиві інфекції. Механізм реактивації вірусу з латентного стану не вивчений до кінця і може відрізнятися для різних герпесвірусів. Латентний стан різних герпесвірусів підтримуються різними типами клітин хазяїна. Зокрема, латентну форму вірусу простого герпесу 1-го типу виявлено тільки в нейронах і гангліях, що іннервують схильні до інфекції цим вірусом епітеліальні тканини.
Синтез вірусної мРНК здійснюється РНК-полімеразою II клітини хазяїна за участю вірусних чинників на всіх стадіях інфекції. Вірусні білки регулюють послідовні транскрипційні каскади (α, β і γ гени) і ряд посттрансляційних модифікацій. Регуляція метилування
і деметилування гістона H3 відбувається в процесі ураження з ненуклеосомною вірусною ДНК на промоторах α, β і γ генів. На дуже ранніх стадіях інфекції VP16 прямо або
опосередковано призводить до активації вірусних промоторів α генів і елімінації гістона H3. Імовірно, зв'язування гістона H3 з промоторами α генів є результатом клітинної відповіді на появу в ядрі чужорідної ДНК, яку клітина намагається перевести в неактивну форму.
Для транскрипції дуже ранніх α генів необхідна присутність білка тегумента VP16. Всі α гени на відміну від інших вірусних генів містять кілька копій консенсусної послідовності.
Життєвий цикл вірусу простого герпесу розділяється на кілька основних етапів:
- проникнення в клітину,
- експресія вірусних генів,
- реплікація,
- збірка віріона,
- вивільнення нового покоління вірусних частинок.

У чутливих до вірусу клітинних лініях цей цикл триває 18-20 годин.
Крім інфекційних віріонів в інфікованій клітині утворюються неінфекційні «легкі» L-частинки, що являють собою тегумент і вірусну оболонку без капсида і вірусного генома.
Імовірно L-частинки полегшують перебіг інфекції за рахунок додаткової доставки в інфіковану клітину білків тегумента. В утворенні зовнішньої оболонки вірусних і L-частинок ймовірно бере участь білок клатрін, що утворює жорсткі мережі, які іноді пов'язані з сайтами збірки віріонів і L-частинок.
Як показано, на життєздатність і розвиток вірусу впливають щонайменше 15 клітинних білків, які беруть участь у внутрішньоклітинному транспорті (ARF1, HSPA8, RAB2A, RAB5A, RAB6A, RAB10, RAB11A), експресії генів (DDX3X, HSPA8, EIF4H), передачі сигналу (CD59, MIF, YWHAG, YWHAZ), апоптозу (MIF, YWHAZ) і формуванні цитоскелета (KRT10). Включення більшості їх у зрілі віріони є необхідною умовою для оптимального протікання наступного етапу інфекції, а придушення їхньої експресії зумовлює пригнічення реплікації вірусу в клітинній культурі без істотного впливу на життєздатність самих клітин.
Ще один клітинний білок GTPаза Rab27a колокалізуется з вірусними гликопротеинами gD і gH в апараті Гольджі. Ймовірно бере участь у вивільненні вірусу простого герпесу з олігодендрітних клітин. У тих клітинах, що не експресують цей ген, виявляється зниження вірусного титру.
У протистоянні вірус — клітина хазяїна остання також володіє деякими інструментами придушення інфекції. Так, ДНК-залежний активатор інтерферон регулюючих факторів — цитозольний ДНК-сенсор, що доповнює Toll-подібний рецептор 9, який знаходяться на плазматичній мембрані, виявляє ДНК патогена і пригнічує ранню експресію генів вірусу через придушення активації промотора гена ICP0.